# Ian Bliss
Ian Bliss (Sydney, 30 giugno 1966) è un attore australiano.

## Biografia
Si è diplomato presso l'Istituto Nazionale di Arte Drammatica australiano. Ha conseguito una laurea in Pedagogia mentre studiava recitazione al NIDA.
È noto per la sua interpretazione di Bane/l'agente Smith nei film Matrix Reloaded e Matrix Revolutions.
A preso parte a tantissime serie australiane, tra cui Heartbreak High, Underbelly, Blue Murder e Canal Road.
In teatro ha avuto un ruolo da protagonista nell'opera War Horse, nel teatro lirico di Sydney. Nel 2023 prende parte alla commedia teatrale My Sister Jill.
Nel 2023, recita nel film horror Late Night with the Devil nel ruolo di Carmichael Haig. inseguito ha rivelato in un'intervista che inizialmente era stato assunto come lettore per le audizioni del film e che avrebbe dovuto interpretare un ruolo diverso, ma quattro giorni prima dell'inizio delle riprese gli è stato chiesto di interpretare Haig. Per la sua interpretazione è stato candidato agli Australian Film Critics Association come miglior attore non protagonista nel 2025.

## Vita privata
È sposato dal 2001 con l'attrice Jacquie Brennan, conosciuta durante la produzione dello spettacolo teatrale Silhouette. La coppia ha due figli.

## Filmografia parziale

### Cinema
- Matrix Reloaded (The Matrix Reloaded), regia di Andy e Larry Wachowski (2003)
- Matrix Revolutions (The Matrix Revolutions), regia di Andy e Larry Wachowski (2003)
- Man-Thing - La natura del terrore (Man-Thing), regia di Brett Leonard (2005)
- Stealth - Arma suprema (Stealth), regia di Rob Cohen (2005)
- Superman Returns, regia di Bryan Singer (2006)
- Miss Fisher e la cripta delle lacrime (Miss Fisher and the Crypt of Tears), regia di Tony Tilse (2020)
- Late Night with the Devil, regia di Cameron e Colin Carnes (2023)

### Televisione
- Pugwall – serie TV, 2 episodi (1991)
- Heartbreak High – serie TV, 23 episodi (1995-1996)
- Halifax – serie TV, un episodio (1996)
- Home and Away – serie TV, 6 episodi (1997)
- Murder Call – serie TV, un episodio (1997)
- Farscape – serie TV, un episodio (2001)
- The Lost World – serie TV, un episodio (2002)
- All Saints – serie TV, 7 episodi (2002-2007)
- Blue Heelers - Poliziotti con il cuore (Blue Heelers) – serie TV, un episodio (2003)
- Le sorelle McLeod (McLeod's Daughters) – serie TV, 2 episodi (2005-2007)
- Underbelly – serie TV, 8 episodi (2008)
- Rush – serie TV, un episodio (2009)
- The Pacific – serie TV, un episodio (2010)
- Kuu Kuu Harajuku – serie TV, 156 episodi (2015-2018) – voce
- Wanted – serie TV, un episodio (2016)
- Hunters – serie TV, un episodio (2016)
- Winners & Losers – serie TV, un episodio (2016)
- Wentworth – serie TV, 6 episodi (2018-2021)
- Harrow – serie TV, un episodio (2021)

## Riconoscimenti
- Green Rooms Awards
  - 2015 – Miglior cast in una commedia teatrale per North by Northwest.[10]
  - 2024 – Miglior commedia teatrale per My Sister Jill.[11]
  - 2024 – Miglior cast in una commedia teatrale per My Sistar Jill.[11]
- Australian Film Critics Association Award
  - 2025 – Candidatura al miglior attore non protagonista per Late Night with the Devil.[8]

## Doppiatori italiani
Nelle versioni in italiano delle opere in cui ha recitato, Ian Bliss è stato doppiato da:
- Carlo Scipioni in Matrix Reloaded, Matrix Revolutions
- Enrico Chirico in Farscape
- Alessandro Spadorcia in Underbelly
- Luca Bottale in Late Night With the Devil